# Tumulus d'Er Grah
Le tumulus d'Er Grah est un tumulus daté du Néolithique situé sur la commune de Locmariaquer, dans le département français du Morbihan. Il est situé sur le même site des mégalithes de Locmariaquer que le Grand menhir brisé d'Er Grah et la Table des Marchand. Ce monument de dimension exceptionnelle est resté méconnu jusqu'aux fouilles de 1991.

## Historique
Au XIXe siècle, on ne connaissait du tumulus d'Er Grah que sa chambre, bien visible, que l'on compare avec la Table des Marchand voisine mais le tumulus lui-même n'est alors pas clairement identifié par les archéologues. W. C. Lukis a en a bien dressé un croquis vers 1864 mais il comporte des erreurs : la chambre est bien positionnée, mais la largeur du tumulus y est très exagérée (61 m). En 1908, Zacharie Le Rouzic fouille principalement la chambre et explore rapidement les extrémités nord et sud du tumulus. D'après la description donnée par Le Rouzic, l'extrémité nord du tumulus était encore intacte et ce n'est que vers 1933 qu'elle fut exploitée en carrière d'où le nom d'Er Vinglé (« la carrière » en breton) donné à la parcelle cadastrale correspondante. 
Le tumulus d'Er Grah fait l’objet d’un classement au titre des monuments historiques depuis le 16 janvier 1935.
Le monument, endommagé et recouvert de végétation, tombe progressivement dans l'oubli. En 1971, la partie sud du tumulus est arasée et transformée en parking. L'ensemble du site (Grand menhir, tumulus et Table des Marchand) fait l'objet d'une fouille complète entre 1986 et 1994. Le monument, tel qu'on peut le voir aujourd'hui, résulte de la dernière restauration effectuée en 1992.

## Architecture
Le tumulus mesure 140 m de long. Les fouilles ont montré que le tumulus actuel résulte de plusieurs phases de construction et que cette construction avait été précédée d'une activité pré-mégalithique matérialisée par l'existence de plusieurs foyers.
Vers la fin du VIe millénaire av. J.-C., plusieurs fosses ont été creusées dans le sol. Dans l'une d'entre elles, deux bovins de grande taille, identifiés comme des animaux domestiqués mais encore proche de l'aurochs, ont été ensevelis durant le troisième quart du Ve millénaire av. J.-C. après un rituel complexe où les animaux ont été écorchés et partiellement décharnés. Une pointe de flèche a été retrouvée fichée entre les côtes d'un des deux bovins et un vase complet, attribué à la culture Castellic, a été découvert au sommet de la structure. Par ailleurs, dix perles en variscite ont été dispersées volontairement sur plusieurs mètres carrés à la surface du sol en dehors de toute structure funéraire.
La première phase de construction correspond à celle de la chambre aménagée dans une dépression du socle rocheux dont les parois ont été renforcées avec des murets en pierres sèches et deux dalles verticales. La chambre est de forme trapézoïdale (4 m de long sur 2,60 m de large côté ouest et 1,80 m côté est) et le sol était dallé. L'ensemble est recouvert d'une grande dalle en orthogneiss, qui pourrait être issue du débitage d'un ancien menhir de l'alignement du Grand menhir brisé d'Er Grah voisin, et inclus dans un cairn de forme circulaire, d'environ 10 m de diamètre, ceinturé par deux murs de parement mais laissant ouvert un accès vers l'est. Dans une seconde phase, la chambre a été englobée dans un cairn trapézoïdal (45 m de long sur 20 m de large) orienté nord-sud, constitué exclusivement de moellons en granite et construit en deux étapes, la seconde ayant condamnée l'accès à la chambre. Dans une troisième phase, deux extensions sont réalisées, une vers le nord et une autre vers le sud (80 m de longueur), contribuant à donner au tumulus une forme très allongée notamment en direction du Grand menhir. Ces extensions sont constituées d'un noyau, en limons fins, consolidé, intérieurement par une structure interne de type clayonnage en bois et extérieurement par des massifs à parement sur les côtés,. Un bloc de granite de forme angulaire matérialise l'angle sud-ouest de l'extrémité sud et un fragment de dalle en orthogneiss a été remployé dans le parement. Les vestiges de ces extensions laissent penser qu'elles n'ont jamais dues dépasser plus de 2 m de hauteur et que la dalle recouvrant la chambre demeurait ainsi visible en surface.
L'orientation du tumulus semble avoir été axée sur le Grand menhir, son extrémité sud venant s'achever à son pied, ce qui laisse entendre qu'il était alors encore debout lors de la construction du tumulus, mais la présence de blocs d'orthogneiss dans le tumulus (dalle de couverture de la chambre, blocs épars dans l'extension) suggère que l'alignement était déjà en cours de démantèlement.